# Gatans kung
Gatans kung (originaltitel: Somebody Up There Likes Me) är en amerikansk film från 1956 i regi av Robert Wise. Filmen handlar om boxningslegenden Rocky Grazianos liv och är baserad på hans självbiografi.

## Handling
Rocky Graziano har en svår barndom och misshandlas av sin far. Han går med i ett gatugäng och är länge kriminell. I fängelset är han upprorisk mot alla auktoriteter. När han släpps ut värvas han av armén, men rymmer. Han blir boxare för att han behöver pengar och finner snabbt att han har en naturlig talang för sporten. Innan armén hittar honom vinner han sex matcher på raken. Han avtjänar ett straff om ett år i ett militärfängelse och tar därefter upp sin boxningskarriär igen. Under tiden han jobbar sig till toppen förälskar han sig i sin systers väninna Norma. Paret gifter sig. Han når boxningstoppen i sitt nya hederliga liv men förlorar titlematchen till Tony Zale. En person som känner Rocky sedan fängelsetiden tvingar med utpressning honom att ställa upp i en match. Han låtsas bli skadad och kommer på så vis undan. När han förhörs av distriktsåklagaren vägrar han att ange utpressaren. Han blir avstängd från boxningen i New York. Rockys manager lyckas istället ordna en fight mot Tony Zale i Chicago. Rocky vinner.

## Rollista
| Paul Newman     | – Rocky Graziano        |
| Pier Angeli     | – Norma Graziano        |
| Everett Sloane  | – Irving Cohen          |
| Eileen Heckart  | – Ma Barbella           |
| Harold J. Stone | – Nick Barbella         |
| Sal Mineo       | – Romolo                |
| Ray Stricklyn   | – Bryson                |
| Robert Loggia   | – Frankie Peppo         |
| Steve McQueen   | – Fidel (ej krediterad) |

## Om filmen
Filmen regisserades av Robert Wise, som också klippte Citizen Kane (1941) och senare regisserade West Side Story (1961), The Sound of Music (1965) och The Sand Pebbles (1966).
Filmen vann två Oscar 1956: Joseph Ruttenberg fick priset för bästa foto (svartvitt). Cedric Gibbons, Malcolm F. Brown, Edwin B. Willis samt F. Keogh Gleason vann Oscarn för bästa scenografi.
Rollfiguren Rocky Graziano skulle ursprungligen spelas av James Dean men han avled innan inspelningarna påbörjades. Paul Newman tillfrågades i stället. Det blev en av hans första huvudroller. Det är en av Steve McQueens första filmer. Skådespelarna Frank Campanella, Robert Loggia och Dean Jones debuterade i Gatans kung men krediterades inte. Pier Angeli som i filmen spelade mot Paul Newman i rollen som Rockys fästmö hade en kärleksaffär med James Dean, och dog ung liksom han.